# Cyrtandra papyracea
Cyrtandra papyracea är en tvåhjärtbladig växtart som beskrevs av Brian Laurence Burtt. Cyrtandra papyracea ingår i släktet Cyrtandra och familjen Gesneriaceae. Inga underarter finns listade i Catalogue of Life.